# Somerset (Vermont)
Somerset – miasto w Stanach Zjednoczonych, w stanie Vermont, w hrabstwie Windham.